# Amon Carter Museum
El Amon Carter Museum és un museu d'art que es troba a Fort Worth (Texas). Va ser establert per Amon G. Carter per albergar la seva col·lecció de pintures i escultures de Frederic Remington i Charles M. Russell. El testament de Carter va estipular un museu a Fort Worth dedicat a l'art americà.
Quan el museu es va inaugurar el 1961, el seu primer director, Mitchell A. Wilder, va buscar una visió més àmplia per la seva col·lecció. Wilder va creure que la gran història de l'art americà es pot interpretar com la història de molts artistes durant temps diferents treballant en diversos aspectes de la història americana. Com a resultat d'aquesta visió, les col·leccions del museu van començar expandir-se en moltes maneres, des dels primers pintors de paisatges dels anys 1830 fins als artistes moderns del segle xx.
Actualment (2013), la col·lecció inclou obres mestres per com artistes com Alexander Calder, Thomas Cole, Stuart Davis, Thomas Eakins, Winslow Homer, Georgia O'Keeffe, John Singer Sargent, Charles Demuth, Martin Johnson Heade i Alfred Stieglitz. El Museu també posseeix una de les primeres col·leccions de fotografia americana al país, constant de més de 30.000 gravats d'exposicions per uns 400 fotògrafs. La col·lecció fotogràfrica també inclou obres i arxius per diversos fotògrafs americans notables, incloent Laura Gilpin, Eliot Porter, i Karl Struss. El museu continua reunint art americà i produeix programes, publicacions i exposicions. Philip Johnson, l'arquitecte original del museu, va dissenyar també la posterior expansió de l'edifici, realitzada el 2001.